# Palacio de Klungkung

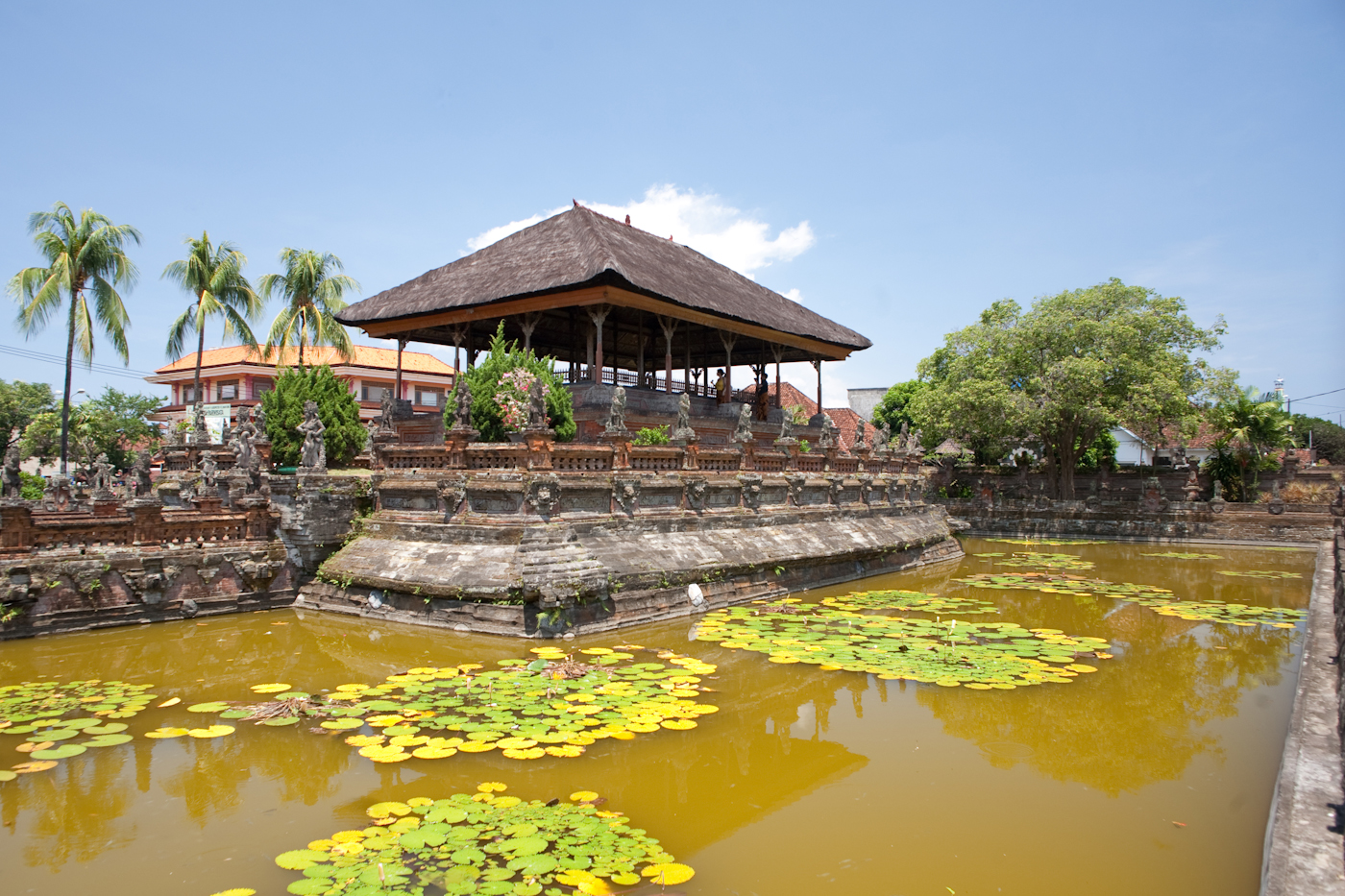
Bale Kambang del palacio de Klungkung.

El palacio de Klungkung (en indonesio: istana Klungkung, oficialmente, puri Agung Semarapura) es un complejo de edificios históricos situado en Semarapura, la capital del kabupaten de Klungkung, Bali, Indonesia.
Este palacio o puri fue construido a finales del siglo XVII como palacio del reino de Klungkung, pero fue destruido en una gran parte durante la conquista colonial holandesa en 1908, cuando fue el último reino en caer. Hoy, lo que queda de las ruinas del palacio son el tribunal de justicia, el pabellón Kerta Gosa y la puerta principal con el año saka 1622 (año 1700). Dentro del antiguo palacio también hay un pabellón colgante llamado bale Kambang que fue construido en la década de 1940. Los descendientes de los rajás que una vez gobernaron Klungkung ahora viven en el puri Agung, una residencia al oeste del antiguo palacio, construido después de 1929.

## Orígenes del palacio

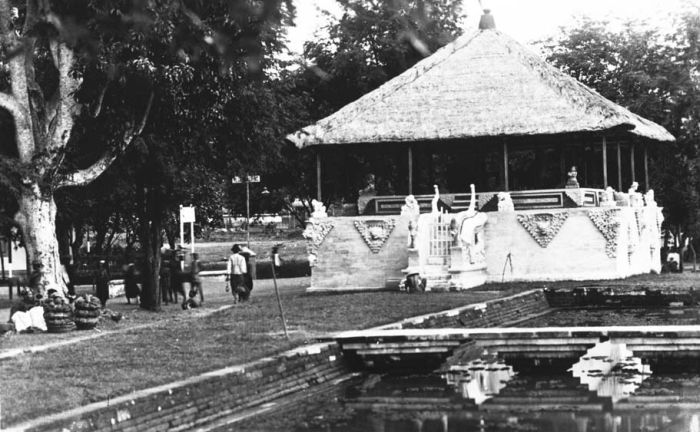
Pabellón Kerta Ghosa del palacio, alrededor de la década de 1930.

Un incidente, el presunto saqueo del barco Sri Kumala en 1904, condujo a una nueva intervención militar holandesa en 1906. Las fuerzas coloniales ocuparon el reino de Badung después de un ataque suicida contra los invasores, llamado puputan ('asentamiento'). Dos años más tarde, de manera similar, un incidente en el pueblo cercano de Gelgel provocó una expedición colonial para 'castigar' a Klungkung, bombardeando la ciudad. La élite local de Bali optó por defenderse de los holandeses. Dewa Agung Jambe II, rajá de Klungung, los miembros de su dinastía y sus seguidores hicieron una salida desesperada del palacio, vestidos de blanco y armados con sus krises. El rajá recibió un disparo de bala, a lo que, sus seis esposas recurrieron a los suicidios ceremoniales, o puputan, matándose con sus propios kris, seguidas pronto por los otros fieles balineses. La lucha, que tuvo lugar el 18 de abril de 1908, se prolongó hasta la muerte de los últimos combatientes, incluidos mujeres y niños. Los escasos miembros supervivientes de la familia real fueron exiliados y el palacio fue arrasado en su mayor parte. En 1929, a la familia se le permitió regresar y se instaló en el recién construido puri Agung. Hoy, la historia de Klungkung y el puputan se conmemora en un museo cercano al palacio. Al norte del palacio se erigió un monumento para conmemorar el incidente puputan.
El reino de Klungkung estaba considerado como el más importante de los nueve reinos de Bali desde finales del siglo XVII hasta 1908. Era el heredero del antiguo reino de Gelgel, que había dominado la isla durante mucho tiempo pero que se había disuelto a finales del siglo XVII. siglo 17. En 1686 (o, en otras versiones, 1710), Dewa Agung Jambe I, un príncipe descendiente del antiguo rajá de Gelgel, se mudó a Klungkung (también conocido como Semarapura) y construyó un nuevo puri. Aunque no tenía las prerrogativas de sus antepasados de Gelgel, el nuevo palacio mantuvo cierto grado de prestigio y precedencia en una isla políticamente fragmentada. El palacio fue construido en forma cuadrada, con aproximadamente 150 metros de cada lado con la puerta principal al norte. Estaba dividido en varios bloques con diversas funciones rituales y prácticas. El complejo mostraba un profundo simbolismo según un patrón estructural fijo.

## Pabellón Kerta Gosa

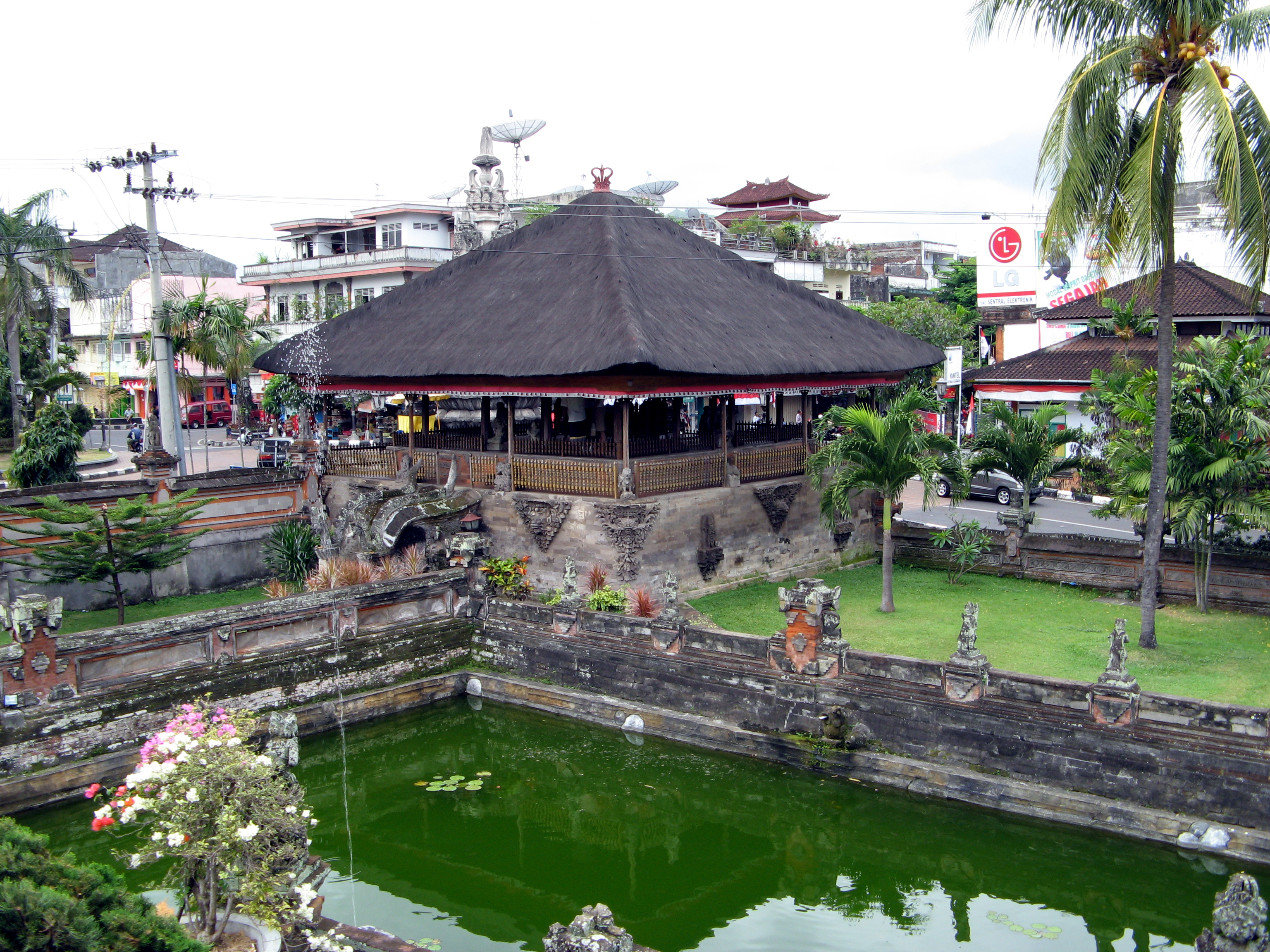
Pabellón Kerta Gosa, o salón del tribunal de justicia, donde el rey solía escuchar casos judiciales (2015).

La ciudad era conocida por sus artes, la pintura, la danza y la música. A finales del siglo XVIII, el pabellón Kerta Gosa, también llamado Kertha Gosa o Kertha Ghosa, la sala de justicia, se erigió en la esquina noreste del recinto del palacio. Tipificaba el estilo klungkung de arquitectura y pintura. Debido a que Kerta Gosa era el tribunal del rey supremo de Bali, los casos en la isla que no podían resolverse se transferían a este lugar. Tres sacerdotes brahmanes presidían el tribunal. Los convictos podían admirar el techo que representaba diferentes castigos en el más allá, los resultados del karma, mientras esperaban la sentencia. Las pinturas del techo de Kerta Gosa son uno de los ejemplos sobresalientes del estilo kamasan (o wayang). Las pinturas probablemente se realizaron originalmente a mediados del siglo XIX y se renovaron en 1918, 1933 y 1963, con paneles individuales reparados en las décadas de 1980 y 1990. Artistas destacados de la aldea de Kamasan como Kaki Rambut, Pan Seken, Mangku Mura y Nyoman Mandra fueron los responsables de dejarlas como se ven en la actualidad. Las pinturas principales representan la historia de Bima en el cielo y el infierno, pero otras historias representadas son el Tantri, la historia de Garuda y escenas que predicen los presagios de terremotos (Palindon).